# 長浪

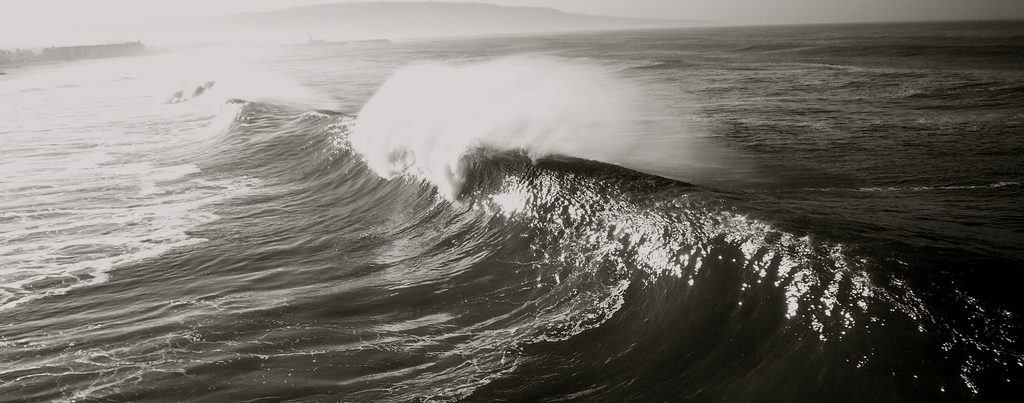
長浪 Hermosa Beach，加利福尼亞州

長浪也叫涌浪（英語：Swells），與本水域風吹產生的風浪不同，長浪是外水域生成區傳播出來的波浪，無風三尺浪就是这种现象。
長浪与風浪相比，周期長、波長大、波形圓緩、傳播速度較快、不容易消散、傳播距離长。長浪通常具有較長的波長，但這随引起長浪和水體大小的天氣系統的大小，強度和持續時間而變化。長浪波長也隨事件而變化。有時，由於最嚴重的風暴，會發生超過700m的長浪。長浪波的頻率和方向范圍比本地生成的風波窄，因為長浪波從其生成區域向外散佈，消散並因此失去了一定的隨機性，呈現出更加稳定的形狀和方向。長浪方向即長浪发源地的方向，它以度數為單位（例如在羅盤上）進行度量，通常在一般方向上使用，例如NNW或SW長浪。
颱風中心強風所吹出的長浪的水波的傳播速度的比颱風的风速更快，常比颱風提早到達海岸。与長浪相关的異常涌浪("瘋狗浪")可導致海難和海洋與近海設施的破壞。

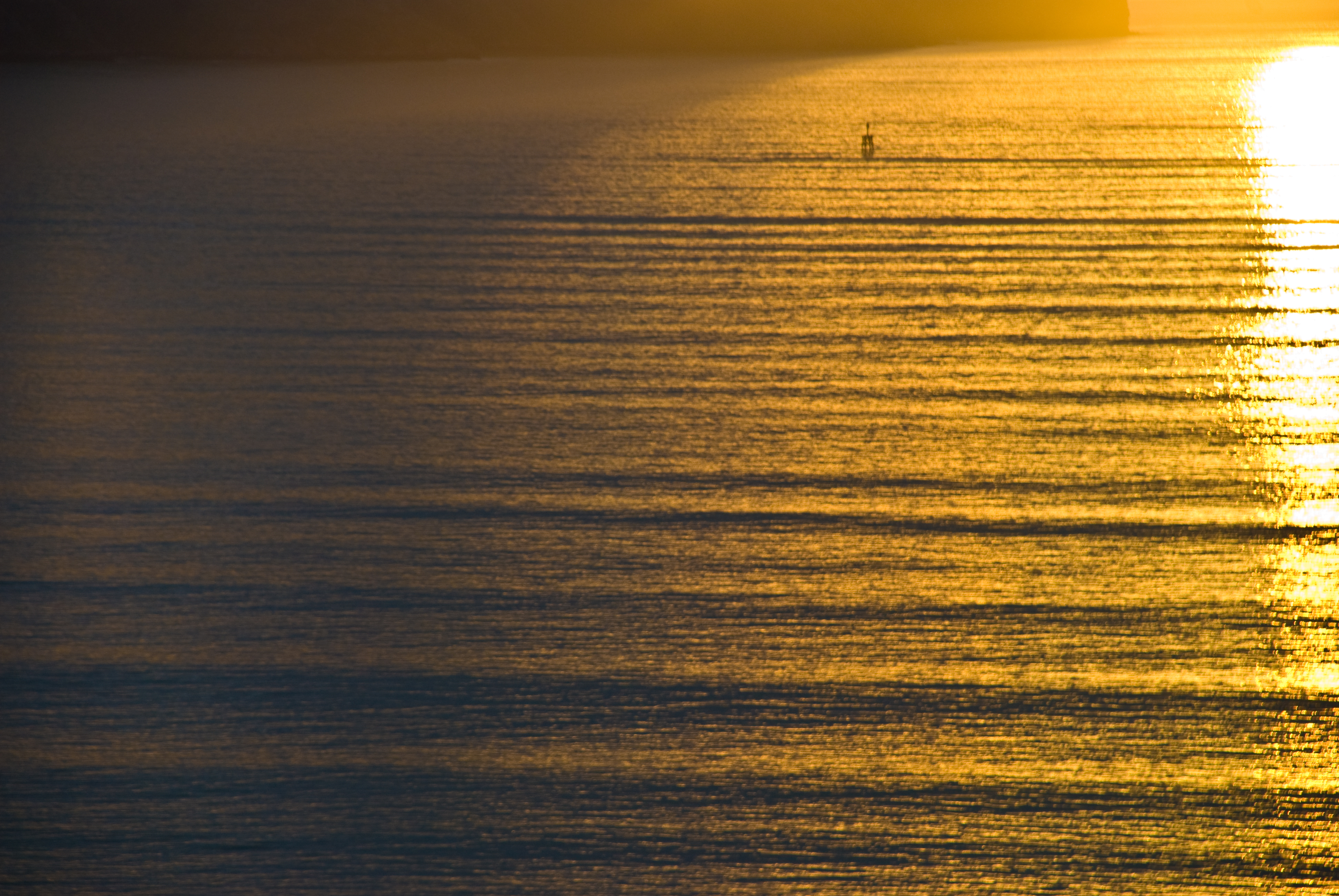
長浪，利特爾頓港，新西蘭附近

## 長浪成因

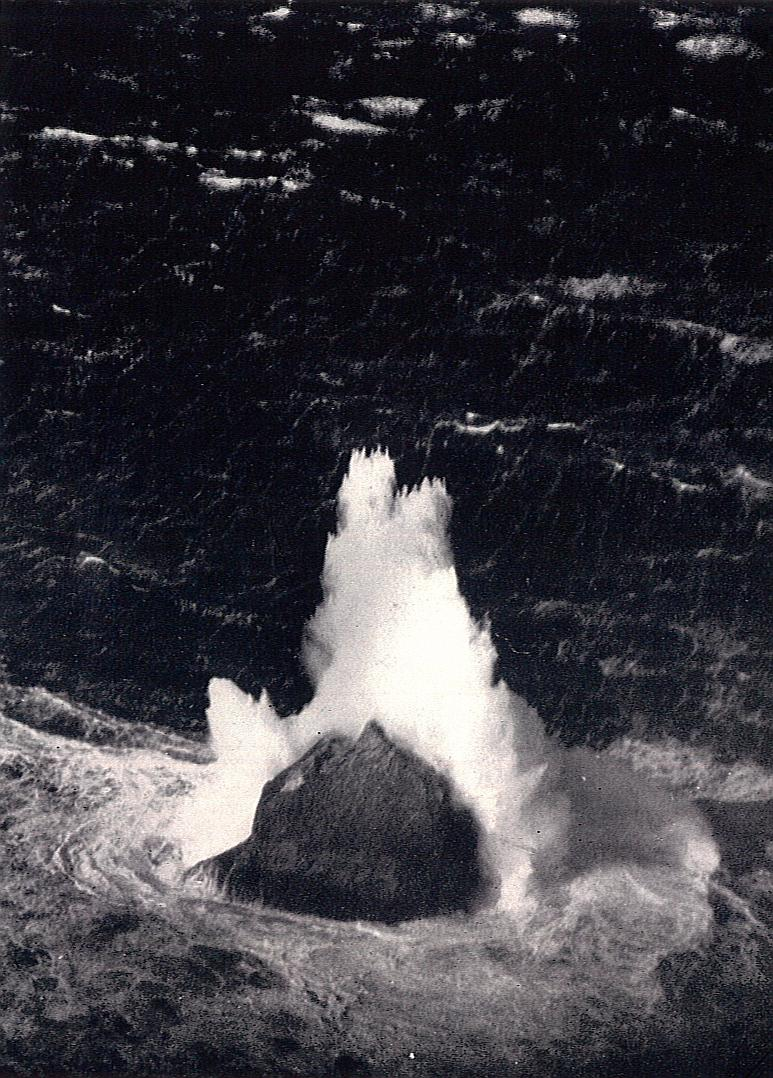
1943年，大浪沖破北大西洋Rockall島的照片。洛克（Rockall）的山峰約比海平面高17 m（56 ft），據估計，浪高約為52 m（170 ft）。此照片系第二次世界大戰期間，從奧爾德格羅夫（RAF Aldergrove）皇家空軍基地起飛的飛機上拍攝。

長浪是指由其它海區傳來、或者當地風力迅速減小或風向改變後遺留下來的浪。通常是受強烈的低氣壓引起。波浪受氣壓影響，傳播距離遠，挾帶的能量較大，傳播速度較快。長浪在大海不易察覺，往往到了岸邊時，常在地形效應下，突然出現3到4公尺浪高，在風不大時，更容易讓人失去戒心。一般岸邊突如其來的大浪或颱風來襲前後的長浪、瘋狗浪即屬此類。

## 異常涌浪

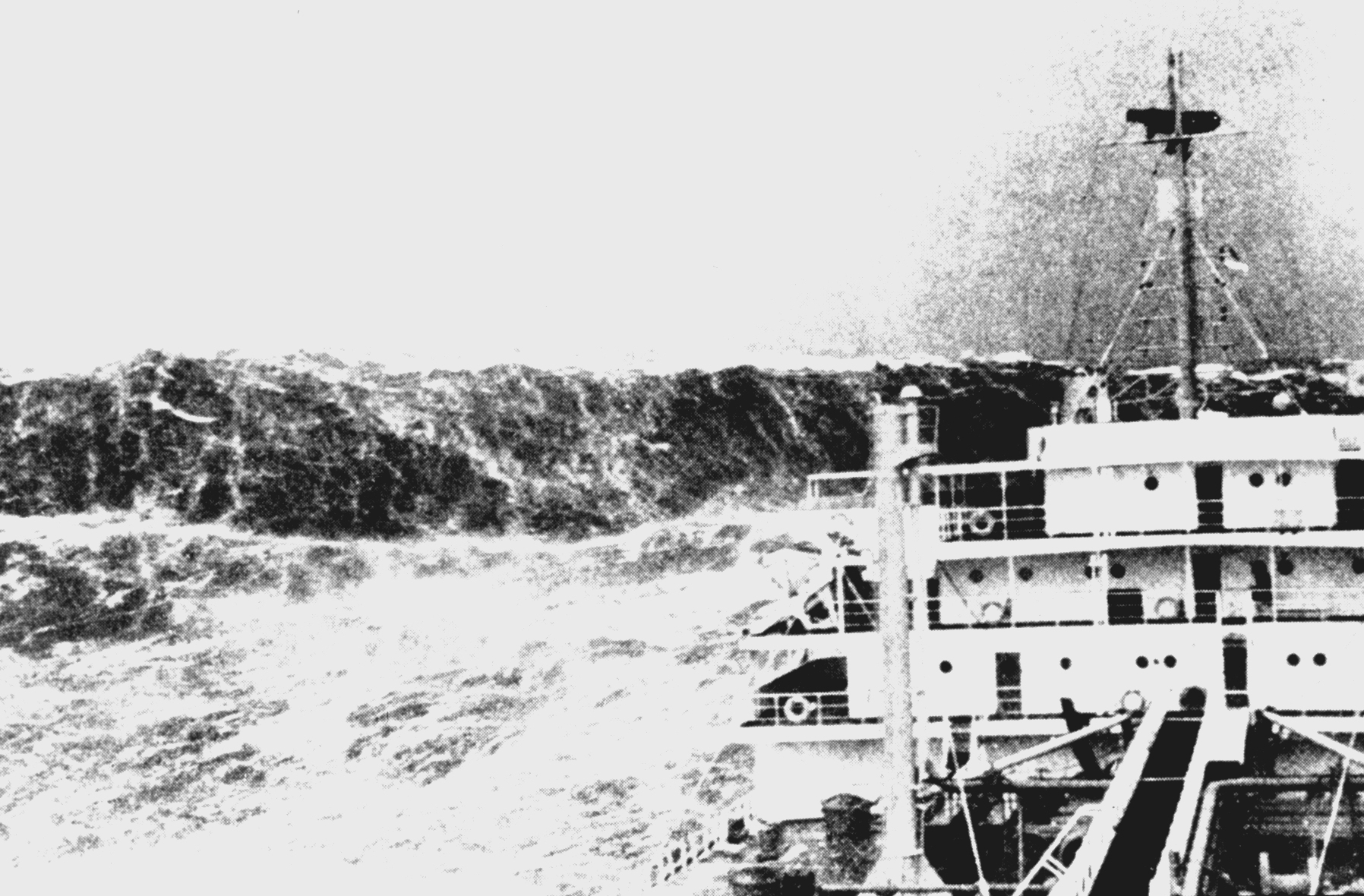
巨浪在就在前方，商船在洶湧的大海中航行。摄于1940年。在比斯開灣，大浪很常見。

在與海浪主要行徑方向相反的強烈大浪之處，為瘋狗浪預測發生風險最高的地方。舉例來說，容易發生瘋狗浪的危險地點有：常見的海釣處、直立海岸的礁石、直立壁近海平台、海堤消波塊、海底礁石多的海灘。
- Draupner wave（1995年） – 挪威的一個石油平台遭到巨浪沖擊[5][6]。
- 伊莉莎白女王二號（1995年） – 在北大西洋遭遇了27米高的疯狗浪[7]。
- 2013年11月9日，新北市樹林社區大學學員在貢寮龍洞礁石海岸從事戶外教學時，遭遇當年超強颱风海燕所引發瘋狗浪的襲擊，8人被捲入海中，釀成8死8傷慘劇[8]。這起意外發生後，外界質疑東北角風景區管理處在安全管理上有疏失，交通部觀光局長謝謂君11月11日自請處分，並率風景區管理處長許正隆致歉，而許正隆也調離現職[9]。11月13日，交通部長葉匡時也為此向死難者家屬和社會大眾致歉[10]。

## 外部連結
- 無風三尺浪